# Arsenura angulatus
Arsenura angulatus är en fjärilsart som beskrevs av Eugène Louis Bouvier 1924. Arsenura angulatus ingår i släktet Arsenura och familjen påfågelsspinnare. Inga underarter finns listade i Catalogue of Life.